# Louis McLane
Louis McLane (28 mai 1786 - 7 octobre 1857) est un avocat et homme politique américain, originaire du Delaware. Vétéran de la guerre de 1812, membre du parti démocrate, il est Secrétaire du Trésor et Secrétaire d'État sous la présidence d'Andrew Jackson, et ambassadeur des États-Unis au Royaume-Uni.

## Enfance et éducation
Né à Smyrna, Delaware, son père Allen McLane est un vétéran de la révolution américaine et collecteur d'impôt du port de Wilmington, position qu'il garde malgré son affiliation au Parti fédéraliste et l'accession au pouvoir de Thomas Jefferson. Relativement aisé grâce à la saisie de marchandises de contrebande, il transmet sa fortune à son fils Louis.
Louis étudie le droit à Newark College (devenu l'Université du Delaware) et est admis au barreau en 1807. Il exerce à Wilmington et épouse Catherine Mary Milligan en 1812, dont il a 13 enfants, dont Robert qui devient gouverneur du Maryland.
Pendant la guerre de 1812, il rejoint la compagnie d'artillerie de Wilmington, créée pour défendre la ville, et la quitte à la fin de la guerre en tant que lieutenant, sans avoir participé à aucune bataille.

## Élu du Congrès
Après la guerre, et alors que le Parti fédéraliste s'affaiblit, partagé entre les partisans d'Andrew Jackson et ceux de John Quincy Adams, il est élu à la Chambre des Représentants sous l'étiquette fédéraliste, en s'opposant à Thomas Clayton qui deviendra son principal opposant politique dans le Delaware. Il est élu pour six mandats consécutifs, de 1817 à 1827. Président du puissant comité Ways and Means, seule son affiliation au parti fédéraliste l'empêche de devenir Speaker of the House.
Proche de Martin Van Buren et de William H. Crawford, il soutient ce dernier à l'élection présidentielle de 1824, puis se rapproche d'Andrew Jackson après la défaire et le retrait de Crawford.
Il est élu au Sénat de 1827 à 1829, avant de démissionner. Supportant Andrew Jackson dans le Delaware lors de l'élection présidentielle de 1828, il se retrouve isolé politiquement dans le Delaware, sans avenir politique possible. Ne faisant pas partie du premier cabinet, il se résigne à accepter la position d'ambassadeur au Royaume-Uni, proposée par son ami Martin Van Buren, devenu Secrétaire d'État.

## Administration d'Andrew Jackson
Devenu ambassadeur au Royaume-Uni, il est chargé d'informer les britanniques que les litiges ou disputes sous l'administration précédente de John Quincy Adams n'en seraient pas sous celle d'Andrew Jackson. Son principal objectif était d'ouvrir le commerce entre les États-Unis et les Antilles britanniques, ce qu'il accomplira avec le soutien de Lord Aberdeen, ministre des Affaires étrangères britannique.
Deux ans plus tard, il accède enfin à un poste dans l'administration de Jackson. À l'occasion d'un changement de cabinet, il est nommé, sur proposition de Martin Van Buren, Secrétaire du Trésor, poste qu'il occupe entre 1831 et 1833.
Il y est notamment chargé du statut controversé de la Second Bank of the United States. En conflit avec le président sur ce sujet, mais celui-ci ne souhaitant pas se séparer de McLane ou effectuer un remaniement de grande ampleur, il le remplace et le nomme Secrétaire d'État.
Nommé sans vote du Sénat (recess appointment) en 1833, il réorganise le département d'État et crée de nouveaux service. Il gère également un litige avec la France, qui avait accepté en 1832 de rembourser les États-Unis de la perte de plusieurs navires pendant les guerres napoléoniennes mais ne parvenait pas à réunir les fonds nécessaires. Il s'oppose frontalement aux français, en accord avec Jackson, mais Martin Van Buren, devenu Vice-Président et qui préférait une négociation, intervint directement et convainquit Jackson de laisser plus de temps aux français. Furieux d'une intervention directe de son ancien mentor dans son périmètre de responsabilité, il démissionne en 1834 et rompt tout lien avec Van Buren.

## Homme d'affaires et décès
Bien qu'ayant hérité de la fortune de son père, il s'attache et parvient à développer des affaires très profitables. D'abord président du canal reliant la Pennsylvanie à New York, il accepte ensuite la présidence de la compagnie ferroviaire de Baltimore.
Il n'abandonne pas toute ambition politique, et proche de James K. Polk, devenu Président, il accepte de redevenir ambassadeur en Grande-Bretagne en 1845. Il est chargé de résoudre le litige sur la frontière de l'Oregon. À défaut d'accéder à de plus grandes responsabilités, il retourne dans le secteur privé en 1846.
Propriétaire d'une plantation dans le Maryland, il déménage à Baltimore et participe à la convention constitutionnelle du Maryland en 1850.
Il meurt à Baltimore en 1857, et y est enterré.